# Cathédrale de l'Exaltation-de-la-Sainte-Croix d'Oujhorod
La cathédrale de l’Exaltation-de-la-Sainte-Croix d’Oujhorod (en ukrainien : Ужгородський Хрестовоздвиженський греко-католицький катедральний собор) est une église située à Oujhorod en Ukraine, que l’Église catholique reconnaît cathédrale de l’éparchie de Moukatchevo, rattachée à l'Église grecque-catholique ruthène (de rite byzantin, rattachée directement au Saint-Siège).

## Histoire
Elle fut bâtie en 1646 par des Jésuites sur des fonds de la famille de nobles Drugeth. Sur cette colline les Jésuites élevèrent aussi un collège. En 1773, la compagnie de Jésus est dissoute par l'impératrice Marie-Thérèse et l'église est transférée au rite gréco-catholique. Des travaux de 1858 il reste l'iconostase, les plafonds peints ainsi que des marbres. Sa façade néo-gothique est de 1877 par l'architecte Luca Fabri. Confisqué par le pouvoir soviétique, le bâtiment est rendu à l'Église orthodoxe russe puis en 1991 à l'Église actuelle. Les reliques du bienheureux Theodore Romja ont été translatées en la cathédrale le 28 juin 2003.

## Voir aussi

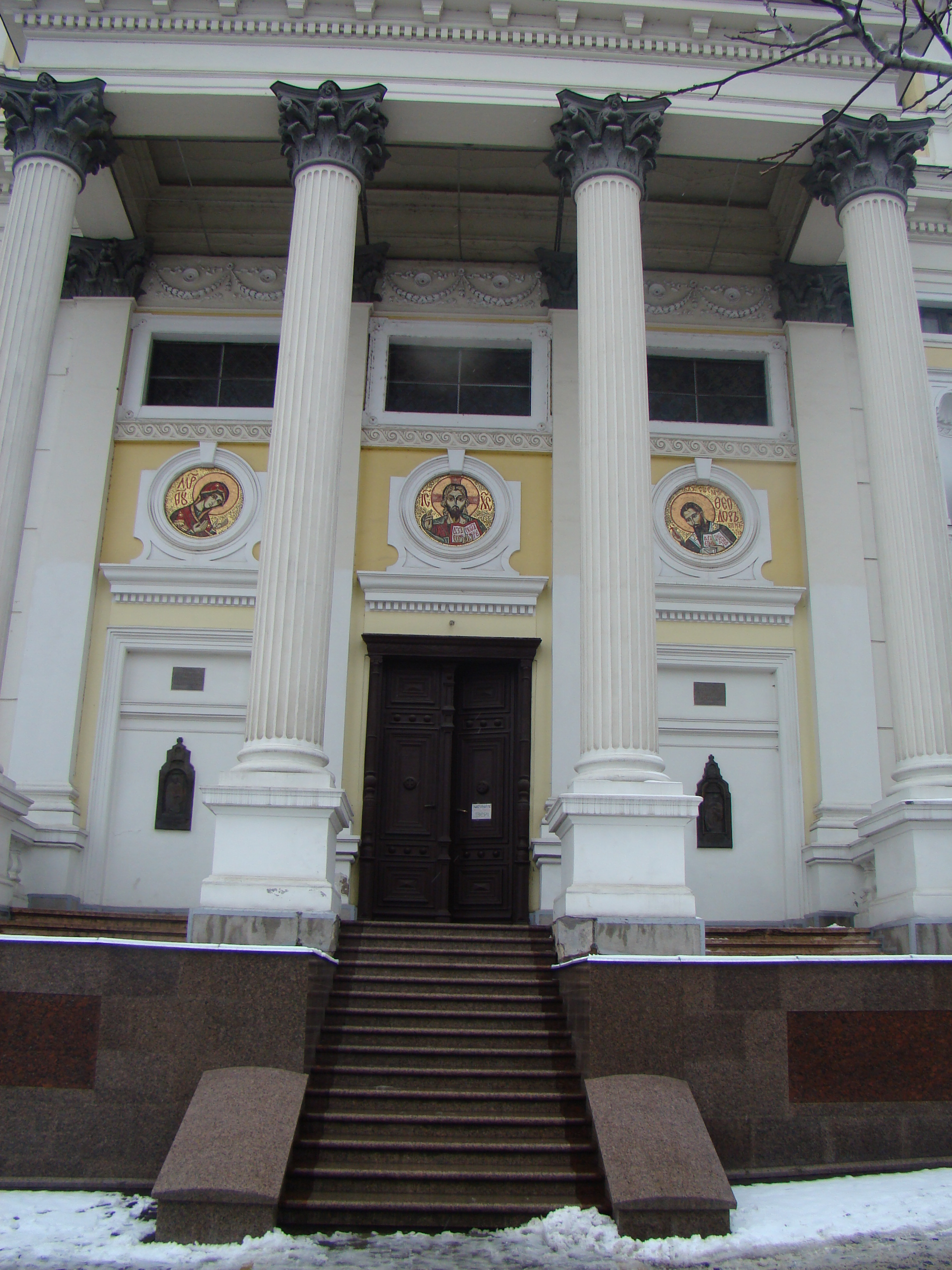
Son portail,
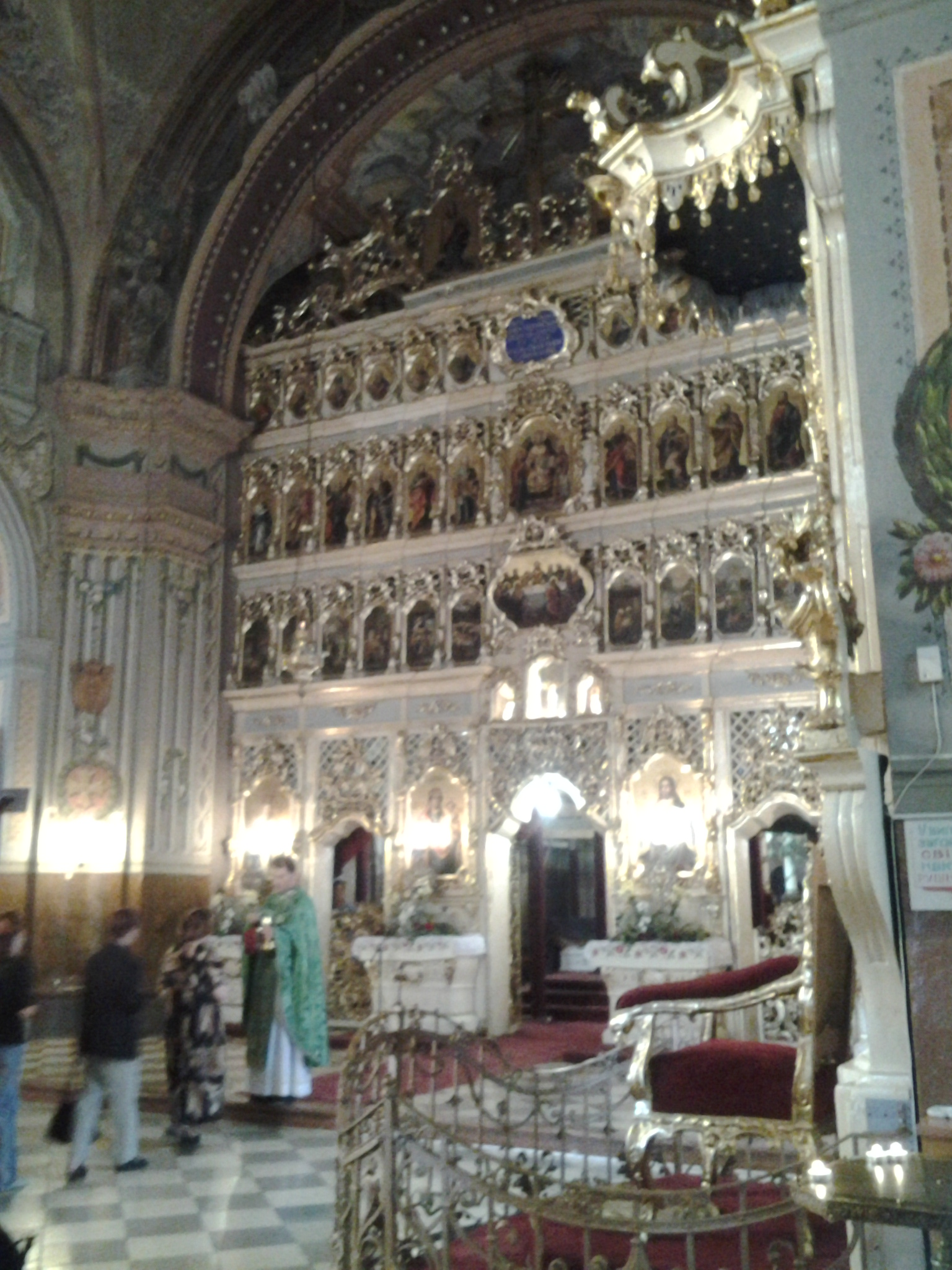
iconostase,
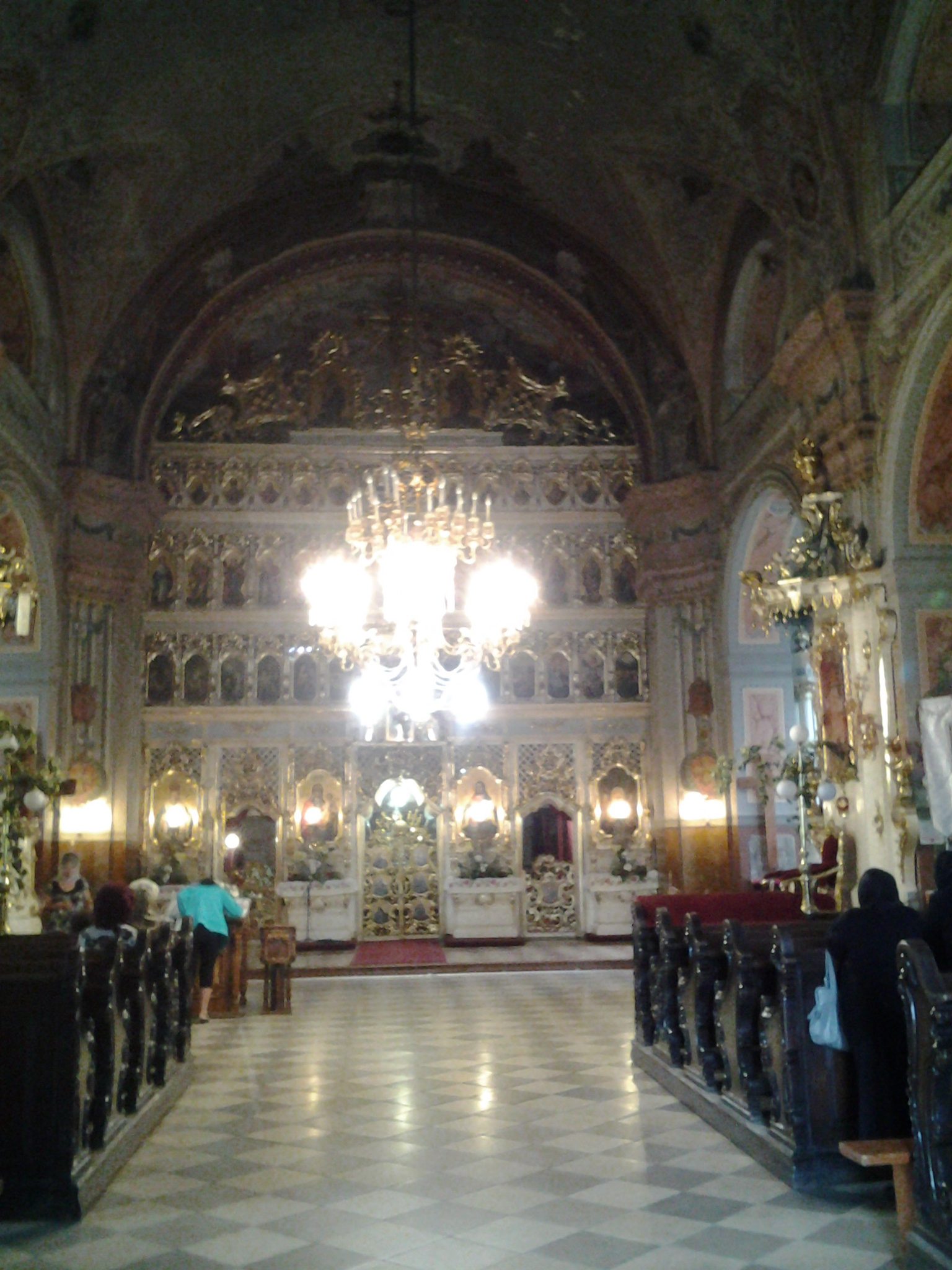
la nef,
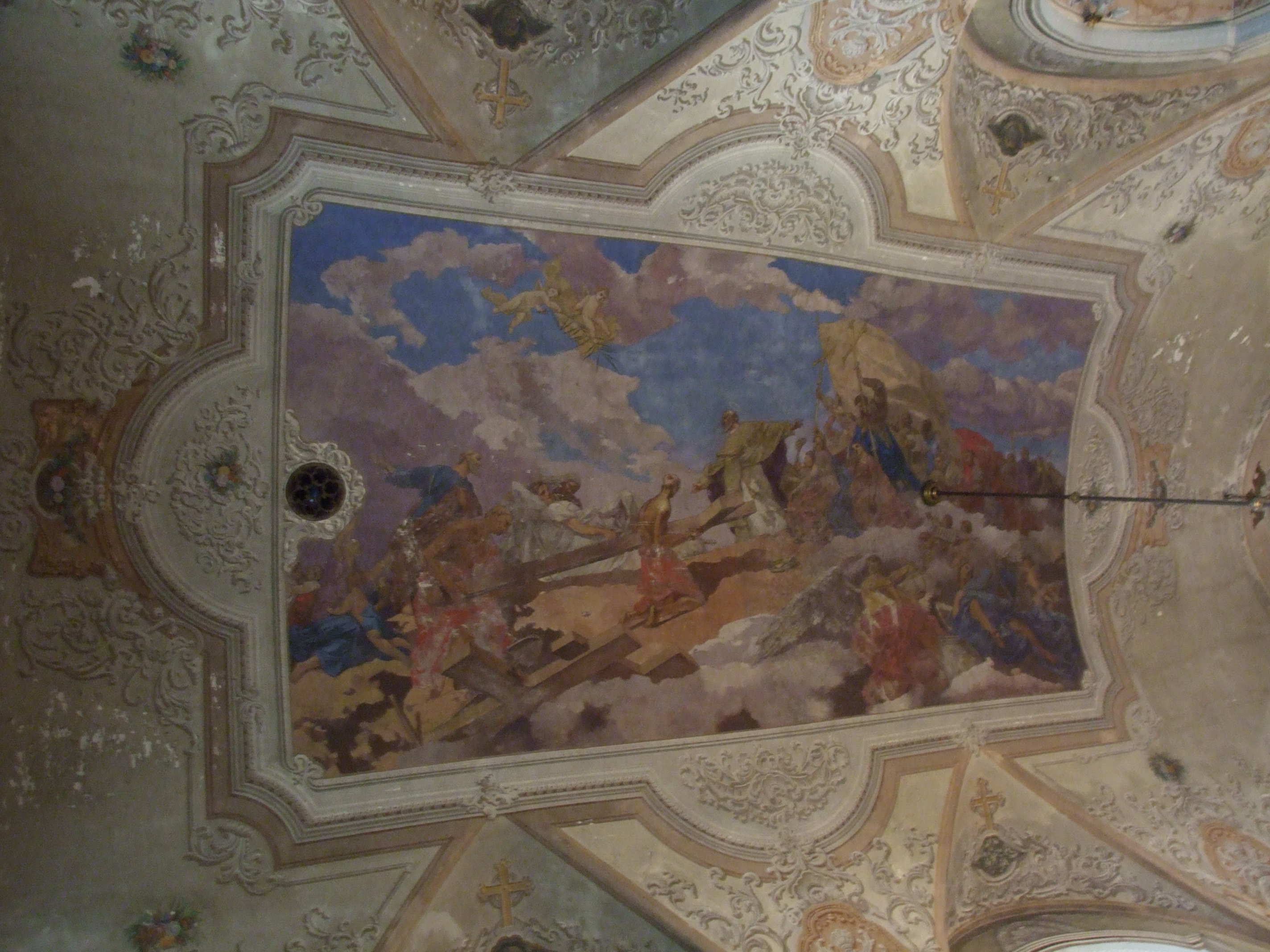
le plafond,
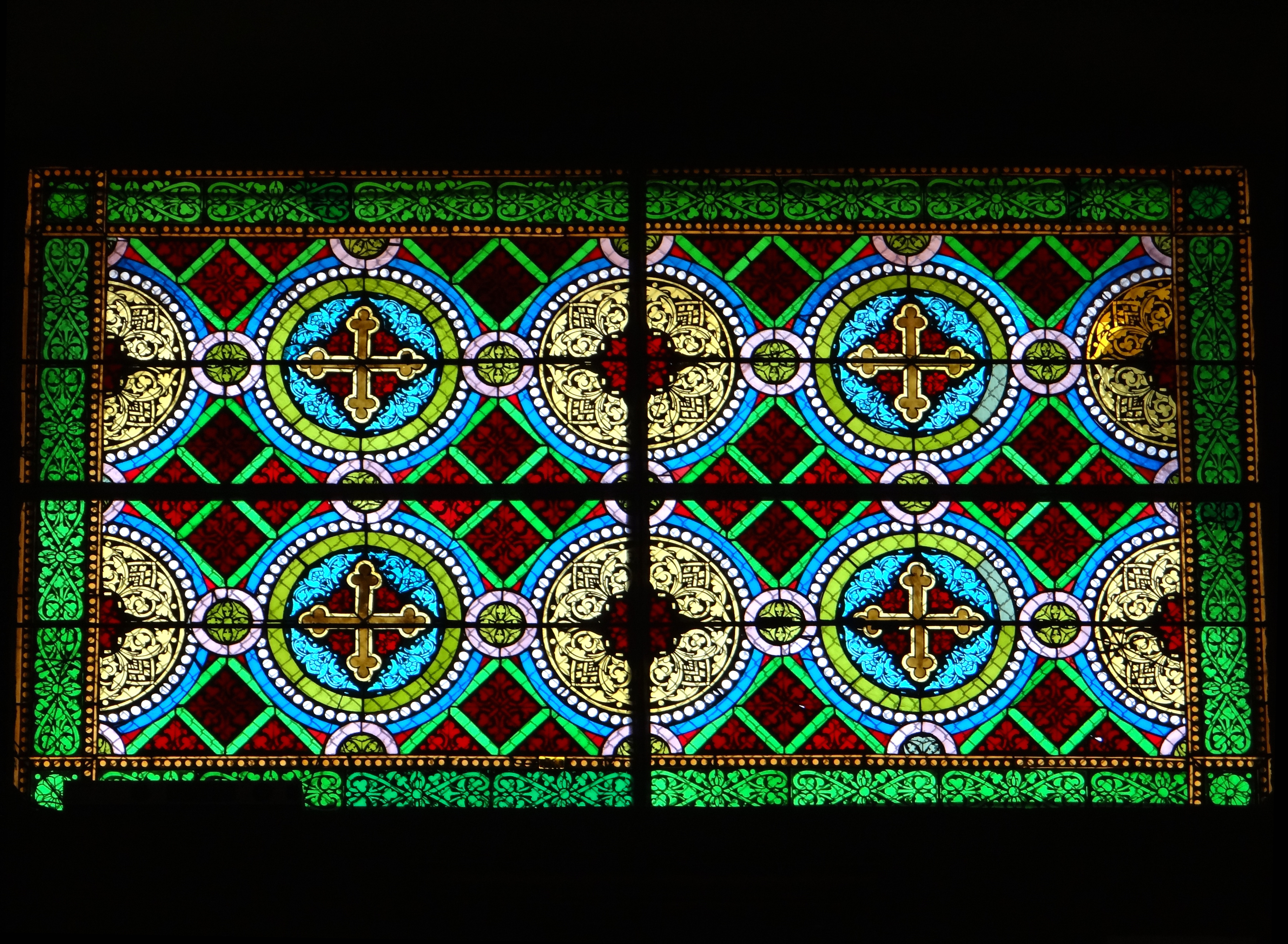
un vitrail.